# Kasteel van Rixensart
Het Kasteel van Rixensart (Frans: Château de Rixensart) is een renaissancekasteel in Rixensart in Waals-Brabant, bekend om zijn architectuur en historische tuinen

## Geschiedenis
Het kasteel werd gebouwd tussen 1631 en 1662 door Pierre-Ernest de Gavre en zijn schoonzoon Philippe-Hippolyte Charles Spinola, in renaissancestijl. Het grondplan werd overgenomen van een eerdere 13e-eeuwse burcht. In 1715 verwierf het geslacht Merode het kasteel, dat het sindsdien bewoont. De moeder van prins Félix de Mérode bewoonde het kasteel in de 19de eeuw. De laatste eigenaar prins Henri de Mérode liet het na aan zijn kinderen.
Naast het kasteel ligt de vroegere kasteelkapel, die in de plaats kwam van de donjon die in 1711 werd afgebroken. In 1802 werd de kapel parochiekerk en werd daartoe in de loop van de 19e eeuw tweemaal vergroot.

## Architectuur
Het kasteel is gebouwd rondom een centrale erekoer, en telt vier elegante hoektorens. De pandgang is versierd met zuiltjes in zandsteen, in Italiaanse stijl. Bekend zijn de arcaden langs drie zijden met wapenschilden versierd, en een toren met een uurwerk uit 1738 boven de ingangspoort. Voor het kasteel ligt een neerhof met aan beide zijden 17e-eeuwse gebouwen. De tuinen zijn toegeschreven aan André Le Nôtre. Het interieur is vermeldenswaard en telt verschillende stukken uit de prinselijke verzameling die van grote waarde zijn. Het kasteel ligt midden in een groot bosgebied.

## Bescherming
Het kasteel werd in 1964 beschermd als monument. Het is ook ingeschreven op de lijst van uitzonderlijk erfgoed van Wallonië.